# Crassispira
Crassispira é um género de gastrópode da família Pseudomelatomidae.

## Espécies
Este gênero contém as seguintes espécies:
- Crassispira abdera (Dall, 1919)
- †Crassispira abundans Conrad, 1840
- †Crassispira acuticosta (Nyst, 1845)
- Crassispira adana (Bartsch, 1950)
- †Crassispira aegis Woodring, 1928
- Crassispira aequatorialis Thiele, 1925
- Crassispira angelettii Bozzetti, 2008
- †Crassispira angulosa (Deshayes, 1834)
- †Crassispira annella Woodring, 1928
- Crassispira ansonae Wells, 1990
- Crassispira apicata (Reeve, 1845)
- Crassispira appressa (Carpenter, 1864)
- Crassispira apta Thiele, 1925
- †Crassispira armoricensis (Cossmann, 1896)
- †Crassispira aster Lozouet, 2015
- Crassispira asthenes Faber, 2007
- Crassispira aurea Kantor et al. 2017[4]
- Crassispira ballenaensis Hertlein & Strong, 1951
- †Crassispira bataviana Martin, 1895
- Crassispira bernardi Fernandes et al., 1995
- †Crassispira berthelini (de Boury, 1899)
- Crassispira bifurca (Smith E. A., 1888)
- †Crassispira birmanica Vredenburg, 1921
- Crassispira blanquilla Fallon, 2011
- †Crassispira boadicea (Dall, 1900)
- †Crassispira borealis (Kautsky, 1925)
- Crassispira bottae (Valenciennes in Kiener, 1840)
- Crassispira bridgesi Dall, 1919
- †Crassispira brocchii (Bellardi & Michelotti, 1841)
- Crassispira bruehli Stahlschmidt & Fraussen, 2014
- Crassispira brujae Hertlein & Strong, 1951
- †Crassispira calligona (Maury, 1910)
- Crassispira callosa (Kiener, 1840)
- Crassispira cana Fallon, 2011
- †Crassispira capella Olsson, 1930
- Crassispira carbonaria (Reeve, 1843)
- Crassispira cerithina (Anton, 1838)
- Crassispira cerithoidea (Carpenter, 1857)
- Crassispira chacei Hertlein & Strong, 1951
- Crassispira chazaliei (Dautzenberg, 1900)
- Crassispira coelata (Hinds, 1843)
- Crassispira comasi Fernández-Garcés & Rolán, 2010
- †Crassispira conica Jung, 1965
- Crassispira consociata (E.A. Smith, 1877)
- †Crassispira constricta Vredenburg, 1921
- †Crassispira contabulata Cossmann, 1889
- Crassispira coracina McLean & Poorman, 1971
- Crassispira cortezi Shasky & Campbell, 1964
- Crassispira cubana (Melvill, 1923)
- Crassispira currani McLean & Poorman, 1971
- †Crassispira cymation Woodring, 1970
- †Crassispira daguini (Peyrot, 1931)
- †Crassispira dalabeensis Vredenburg, 1921
- †Crassispira danjouxii (Baudon, 1853)
- †Crassispira degrangei (Peyrot, 1931)
- Crassispira discors (Sowerby I, 1834)
- Crassispira dysoni (Reeve, 1846)
- Crassispira elatior (C. B. Adams, 1845)
- Crassispira epicasta Dall, 1919
- Crassispira erebus Pilsbry & Lowe, 1932
- Crassispira erigone Dall, 1919
- †Crassispira erronea Cossmann, 1902
- Crassispira eurynome Dall, 1919
- †Crassispira finitima (de Boury, 1899)
- Crassispira flavescens (Reeve, 1843)
- Crassispira flavocarinata (Smith E. A., 1882)
- Crassispira flavocincta (C. B. Adams, 1850)
- Crassispira flavonodulosa (Smith E. A., 1879)
- Crassispira funebralis Fernandes et al., 1995
- †Crassispira furcata (Lamarck, 1804) [5]
- Crassispira fuscescens (Reeve, 1843)
- Crassispira fuscobrevis Rolán, Ryall & Horro, 2007
- Crassispira fuscocincta (C. B. Adams, 1850)
- †Crassispira girgillus Dolfus, 1899
- †Crassispira glaphyrella (Cossmann & Pissarro, 1900)
- †Crassispira granulata (Lamarck, 1804)
- Crassispira greeleyi (Dall, 1901)
- †Crassispira grignonensis (Cossmann, 1889)
- †Crassispira guayana Pilsbry & Olsson, 1941
- Crassispira guildingii (Reeve, 1845)
- Crassispira hanleyi (Carpenter, 1857)
- Crassispira harfordiana (Reeve, 1843)
- Crassispira harpularia (Desmoulins, 1842)
- †Crassispira hataii MacNeil, 1960
- †Crassispira hispaniolae (Maury, 1917)
- Crassispira hondurasensis (Reeve, 1846)
- Crassispira hosoi (Okutani, 1964)
- †Crassispira hypermeces (Cossmann, 1889)[6]
- Crassispira incrassata (Sowerby I, 1834)
- †Crassispira inflexa (Lamarck, 1804)
- Crassispira integra Thiele, 1925
- †Crassispira iravadica Vredenburg, 1921
- †Crassispira ischnomorpha (Cossmann & Pissarro, 1900)
- †Crassispira jamaicense Guppy, 1866
- †Crassispira kachhensis Vredenburg, 1925
- †Crassispira kamaensis Vredenburg, 1921
- Crassispira kluthi Jordan, 1936
- †Crassispira labroplicata (Cossmann, 1896)
- Crassispira laevisulcata Von Maltzan, 1883
- †Crassispira lagouardensis Lozouet, 2015
- Crassispira latiriformis (Melvill, 1923)
- Crassispira latizonata (Smith E. A., 1882)
- Crassispira lavanonoensis Bozzetti, 2008
- †Crassispira lavillei (de Boury, 1899)
- †Crassispira lepta (Edwards, 1861)
- †Crassispira lesbarritzensis Lozouet, 2015
- †Crassispira logani Dey, 1961
- †Crassispira lomata Woodring, 1928
- †Crassispira losquemadica (Maury, 1917)
- †Crassispira lozoueti (Tucker & Le Renard, 1993)
- Crassispira luctuosa (d'Orbigny, 1847)
- †Crassispira lyopleura McNeil, 1984
- Crassispira mackintoshi Fallon, 2011
- †Crassispira maonisriparum (Maury, 1917)
- †Crassispira margaritula (Deshayes, 1834)
- Crassispira martiae McLean & Poorman, 1971
- Crassispira masinoi Fallon, 2011
- Crassispira maura (Sowerby I, 1834)
- †Crassispira mausseneti (Cossmann, 1889) [5]
- Crassispira mayaguanaensis Fallon, 2011
- †Crassispira mekranica Vredenburg, 1925
- Crassispira melonesiana (Dall & Simpson, 1901)
- Crassispira mennoi Jong & Coomans, 1988
- †Crassispira meunieri (Maury, 1910)
- Crassispira microstoma Smith, 1882
- †Crassispira mindegyiensi Vredenburg, 1921
- Crassispira monilecosta Fernandes et al., 1995
- Crassispira montereyensis (Stearns, 1871)
- Crassispira multicostata Fallon, 2011
- †Crassispira myaukmigonensis Vredenburg, 1921
- †Crassispira nana (Deshayes, 1834)
- Crassispira nigerrima (Sowerby I, 1834)
- Crassispira nigrescens (C. B. Adams, 1845)
- Crassispira nina Thiele, 1925
- †Crassispira nodulosa (Lamarck, 1804)
- †Crassispira obliquata (Cossmann, 1889)[5]
- Crassispira ochrobrunnea Melvill, 1923
- †Crassispira octocrassicosta Lozouet, 2017
- Crassispira oliva Fernandes et al., 1995
- †Crassispira oxyacrum (Cossmann, 1889)[7]
- †Crassispira passaloides (Cossmann, 1902)[8]
- Crassispira pellisphocae (Reeve, 1845)
- †Crassispira perrugata Dall, 1890
- Crassispira pini Fernandes et al., 1995
- †Crassispira plateaui (Cossmann, 1889)[9]
- Crassispira pluto Pilsbry & Lowe, 1932
- †Crassispira ponida Woodring, 1928
- Crassispira premorra (Dall, 1889)
- Crassispira procera Kantor et al., 2017[4]
- †Crassispira promensis Noetling, 1901
- †Crassispira propeangulosa (Cossmann, 1889)
- Crassispira pseudocarbonaria Nolf, 2009
- Crassispira pseudocarinata (Reeve, 1845)
- †Crassispira pseudodanjouxi Brébion, 1992
- †Crassispira pseudoprincipalis (Yokoyama, 1920)
- Crassispira pulchrepunctata Stahlschmidt & Bozzetti, 2007
- Crassispira quadrifasciata (Reeve, 1845)
- †Crassispira quoniamensis (Boussac in Périer, 1941)[10]
- †Crassispira raricostulata (Deshayes, 1865)[11]
- Crassispira recurvirostrata Kuroda, 1972
- Crassispira rhythmica Melvill, 1927
- †Crassispira ritanida Mansfield, 1925
- Crassispira rubidofusca (Schepman, 1913)
- Crassispira rudis (Sowerby I, 1834)
- Crassispira rugitecta (Dall, 1918)
- Crassispira rustica (Sowerby I, 1834)
- Crassispira sacerdotalis Rolan & Fernandes, 1992
- Crassispira safagaensis Kilburn & Dekker, 2008
- †Crassispira sanctistephani Lozouet, 2017
- Crassispira sandrogorii Ryall, Horro & Rolán, 2009
- Crassispira sanibelensis Bartsch & Rehder, 1939
- Crassispira scala Kantor et al., 2017[4]
- Crassispira schillingi (Weinkauff & Kobelt, 1876)
- †Crassispira seiuncta (Bellardi, 1877)
- †Crassispira semicolon (Sowerby I, 1816)
- Crassispira semigranosa (Reeve, 1846)
- Crassispira semiinflata (Grant & Gale, 1931)
- Crassispira sinensis (Hinds, 1843)
- Crassispira soamanitraensis Bozzetti, 2008
- Crassispira somalica Morassi & Bonfitto, 2013[12]
- †Crassispira starri Hertlein, 1927
- †Crassispira strangulata Harzhauser, Raven & Landau, 2018
- †Crassispira streptophora Bayan, 1873
- †Crassispira subbataviana Vredenburg, 1921
- †Crassispira subgranulosa (d'Orbigny, 1850)
- †Crassispira subpromensis Vredenburg, 1921
- †Crassispira suffecta Pezant, 1909
- †Crassispira sulcata (Lamarck, 1804)
- Crassispira sundaica Thiele, 1925
- Crassispira takeokensis (Otuka, 1949)
- Crassispira tasconium (Melvill & Standen, 1901)
- †Crassispira tenuicrenata (Cossmann, 1902)
- Crassispira tepocana Dall, 1919
- †Crassispira terebra (Basterot, 1825)
- †Crassispira tittabweensis Vredenburg, 1921
- †Crassispira toulai (Cossmann, 1913)
- Crassispira trencarti Ryall, Horro & Rolán, 2009
- Crassispira trimariana Pilsbry & Lowe, 1932
- †Crassispira tuckeri Le Renard, 1994
- Crassispira tuckerana Bonfitto & Morassi, 2011
- Crassispira turricula (Sowerby I, 1834)
- †Crassispira tyloessa Woodring, 1970
- Crassispira unicolor (Sowerby I, 1834)
- †Crassispira vasseuri (Cossmann, 1896)
- Crassispira verbernei Jong & Coomans, 1988
- Crassispira vexillum (Reeve, 1845)
- Crassispira vezzaroi Cossignani, 2014
- †Crassispira virodunensis Lozouet, 2017
- †Crassispira woodringi Olsson, 1930
- Crassispira xanti Hertlein & Strong, 1951

Nomen nudum
- Crassispira eous Ekdale, 1974[13]

Espécies trazidas para a sinonímia
- Crassispira adamsi De Jong & Coomans, 1988: sinônimo de Crassispira elatior (C. B. Adams, 1845) (Nome de substituição desnecessário para Pleurotoma elatior C.B. Adams, 1845, acredita-se estar preocupado com P. elatior d'Orbigny, "1842" [de fato 1847])
- Crassispira adamsiana Pilsbry & Lowe, 1932: sinônimo de Crassispira harfordiana (Reeve, 1843)
- Crassispira aesopus (Schepman, 1913): sinônimo de Inquisitor aesopus (Schepman, 1913)
- Crassispira affinis Reeve, 1846 homônimo júnior de Crassispira flavescens (Reeve, 1845)
- Crassispira albomaculata (d'Orbigny, 1847): sinônimo de Pilsbryspira nodata (C. B. Adams, 1850)
- Crassispira albonodulosa (E. A. Smith, 1904): sinônimo de Psittacodrillia albonodulosa (E. A. Smith, 1904)
- Crassispira albovallosa Carpenter, 1856: sinônimo de Crassispira rudis (Sowerby I, 1834)
- Crassispira amathea Dall, 1919: sinônimo de Pilsbryspira amathea (Dall, 1919)
- Crassispira anthamilla Melvill, 1923: sinônimo de Crassispira chazaliei (Dautzenberg, 1900)
- Crassispira arsinoe Dall, 1919: sinônimo de Pilsbryspira arsinoe (Dall, 1919)
- Crassispira aureonodosa Pilsbry & Lowe, 1932: sinônimo de Pilsbryspira aureonodosa (Pilsbry & Lowe, 1932)
- Crassispira bacchia Dall, 1919: sinônimo de Pilsbryspira bacchia (Dall, 1919)
- Crassispira bairstowi (Sowerby III, 1886): sinônimo de Psittacodrillia bairstowi (Sowerby III, 1886)
- Crassispira bandata (Nowell-Usticke, 1971): sinônimo de Crassispira latizonata (E. A. Smith, 1882)
- Crassispira bandata (Nowell-Usticke, 1969) : synonym of Monilispira bandata (Nowell-Usticke, 1969)
- Crassispira barkliensis Adams, 1869: sinônimo de Drillia barkliensis (Adams, 1869)
- Crassispira bittium Dall, 1924: sinônimo de Ceritoturris bittium (Dall, 1924) (combinação original)
- †Crassispira calligonoides Gardner, 1938: sinônimo de † Hindsiclava calligonoides Gardner, 1938
- Crassispira cancellata Carpenter, 1864: sinônimo de Crassispira pellisphocae (Reeve, 1845)
- Crassispira candace Dall, 1919: sinônimo de Pyrgospira candace (Dall, 1919)
- Crassispira caribbaea (E.A. Smith, 1882): sinônimo de Buchema interstrigata (Smith E.A., 1882)
- Crassispira cornuta Sowerby I, 1834: sinônimo de Crassispira nigerrima (Sowerby I, 1834)
- Crassispira cubensis Smith, 1882: sinônimo de Crassispira kluthi Jordan, 1936
- Crassispira cuprea Reeve, 1843: sinônimo de Crassispira fuscescens (Reeve, 1843)
- Crassispira diversa (E. A. Smith, 1882): sinônimo de Psittacodrillia diversa (E. A. Smith, 1882)
- Crassispira drangai Schwengel, 1951: sinônimo de Strictispira drangai (Schwengel, 1951)
- Crassispira ebenina Dall, 1883: sinônimo de Strictispira solida C.B. Adams, 1850
- Crassispira ericana Hertlein & Strong, 1951: sinônimo de Strictispira ericana (Hertlein & Strong, 1951)
- Crassispira flavescens Reeve, 1846: sinônimo de Crassispira affinis (Reeve, 1846)
- Crassispira flavonodosa Pilsbry & H. N. Lowe, 1932: sinônimo de Crassispira eurynome Dall, 1919
- Crassispira flucki (Brown & Pilsbry, 1913): sinônimo de Pilsbryspira flucki (Brown & Pilsbry, 1913)
- Crassispira fonseca Pilsbry and Lowe, 1932: sinônimo de Pilsbryspira atramentosa
- Crassispira granulosa Sowerby I, 1834: sinônimo de Buchema granulosa (Sowerby I, 1834)
- Crassispira hermanita Pilsbry & Lowe, 1932: sinônimo de Maesiella hermanita (Pilsbry & Lowe, 1932)
- Crassispira hottenta (E. A. Smith, 1882): sinônimo de Clavus hottentotus (E. A. Smith, 1882)
- Crassispira hottentota (E. A. Smith, 1882): sinônimo de Clavus hottentotus (E. A. Smith, 1882)
- Crassispira inaequistriata Li, 1930: sinônimo de Crassispira maura (Sowerby I, 1834)
- Crassispira jungi Macsotay & Campos Villarroel, 2001: sinônimo de Hindsiclava jungi (Macsotay & Campos Villarroel, 2001)
- Crassispira kandai Kuroda, 1950: sinônimo de Pilsbryspira kandai (Kuroda, 1950)
- Crassispira layardi (Sowerby III, 1897): sinônimo de Crassiclava layardi (Sowerby III, 1897)
- Crassispira leucocyma (Dall, 1884): sinônimo de Pilsbryspira leucocyma (Dall, 1884)
- Crassispira loxospira Pilsbry & Lowe, 1932: sinônimo de Pilsbryspira loxospira (Pilsbry & Lowe, 1932)
- Crassispira lysidia (Duclos, 1850): sinônimo de Monilispira lysidia (Duclos, 1850)
- Crassispira mesoleuca Rehder, 1943: sinônimo de Crassispira cubana (Melvill, 1923)
- Crassispira monilifera (Carpenter, 1857): sinônimo de Monilispira monilifera (Carpenter, 1857)
- Crassispira monilis (Bartsch & Rehder, 1939): sinônimo de Pilsbryspira monilis (Bartsch & Rehder, 1939)
- Crassispira nigricans Dall, 1919: sinônimo de Crassispira maura (Sowerby I, 1834)
- Crassispira nymphia Pilsbry & Lowe, 1932: sinônimo de Pilsbryspira nymphia (Pilsbry & Lowe, 1932)
- Crassispira ochsneri (Hertlein & Strong, 1949: sinônimo de Cleospira ochsneri (Hertlein & Strong, 1949)
- Crassispira ostrearum (Stearns, 1872): sinônimo de Pyrgospira ostrearum (Stearns, 1872)
- Crassispira palliata (Reeve, 1845): sinônimo de Crassispira kluthi Jordan, 1936
- Crassispira pardalis Hinds, 1844: sinônimo de Anachis pardalis (Hinds, 1843)
- Crassispira paxillus (Reeve, 1845): sinônimo de Strictispira paxillus (Reeve, 1845)
- Crassispira perla Smith, 1947: sinônimo de Crassispira maura (Sowerby I, 1834)
- Crassispira phasma Schwengel, 1940: sinônimo de Fenimorea phasma (Schwengel, 1940) (combinação original)
- †Crassispira pseudospirata (d'Orbigny, 1850): sinônimo de † Drilliola pseudospirata (d'Orbigny, 1850)
- Crassispira quadrilirata (E. A. Smith, 1882): sinônimo de Carinodrillia quadrilirata (E. A. Smith, 1882)
- Crassispira reigeni Bartsch, 1950: sinônimo de Zonulispira grandimaculata (C.B. Adams, 1852)
- Crassispira rufovaricosa Kuroda, Habe & Oyama, 1971: sinônimo de Inquisitor rufovaricosa (Kuroda, Habe & Oyama, 1971)
- Crassispira saulcydiana (Récluz, 1851): sinônimo de Drillia umbilicata Gray, 1838
- Crassispira solida (C. B. Adams, 1850): sinônimo de Clathrodrillia solida (C. B. Adams, 1850)
- Crassispira sowerbyi Reeve, 1843: sinônimo de Crassispira turricula (Sowerby I, 1834)
- Crassispira stilmani Shasky, 1971: sinônimo de Strictispira stillmani Shasky, 1971
- Crassispira strigata Sowerby II, 1874: sinônimo de Drillia barkliensis (H. Adams, 1869)
- Crassispira sultana Thiele, 1925: sinônimo de Paradrillia sultana (Thiele, 1925) (combinação original)
- Crassispira tabogaensis Bartsch, 1931: sinônimo de Crassispira kluthi Jordan, 1936
- Crassispira tampaensis Bartsch & Rehder, 1939: sinônimo de Pyrgospira tampaensis (Bartsch & Rehder, 1939)
- Crassispira tangolaensis Hertlein, L.G. & A.M. Strong, 1951: sinônimo de Crassispira unicolor (Sowerby I, 1834)
- †Crassispira terebra Basterot, 1825: sinônimo de † Drillia terebra (Basterot, 1825)
- Crassispira thiarella Kiener, 1840: sinônimo de Crassispira nigerrima (Sowerby I, 1834)
- Crassispira tripter Maltzan, 1883: sinônimo de Drillia tripter Von Maltzan, 1883
- Crassispira tuckeri Bonfitto & Morassi, 2004: sinônimo de Crassispira tuckerana Bonfitto & Morassi, 2011
- Crassispira walteri Smith M., 1946: sinônimo de Clathrodrillia walteri (Smith M., 1946)